# Ahoi
Ahoi [aˈhɔi̯] (Anhörenⓘ) ist ein Signalwort, um ein Schiff oder Boot anzurufen, und entstammt der deutschen Seemannssprache. Der Ruf galt als veraltet, ist aber mit zunehmender Beliebtheit des Segelsports wieder gebräuchlicher geworden. In Nebenbedeutungen dient ahoi als Gruß, Warnung oder Abschiedsformel. Im deutschen Brauchtum wird ahoi als regionaler Karnevals- beziehungsweise Fastnachtsgruß verwendet.
Ursprungswort ist das englische ahoy. Die maritime Bezeichnung kommt in ähnlicher Aussprache und Schreibung in mehreren Sprachen vor. Als Gruß ist ahoj in Tschechien und der Slowakei alltäglich. Im Telefonverkehr in den USA setzte sich das von Erfinder Alexander Graham Bell vorgeschlagene ahoy nicht gegen Thomas Alva Edisons hello durch.

## Vorformen und Entstehung

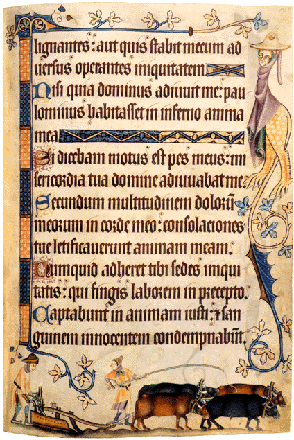
Piers der Pflüger, Ochsen antreibend, in einem Psalter des 14. Jahrhunderts

### „a, hoy, hoay“
Der Ausdruck ist aus den beiden Bestandteilen a und hoy zusammengewachsen. Die Partikel a wurde vorangestellt, um mehr Aufmerksamkeit hervorzurufen. Sie tritt „in ähnlichen Formen in verschiedenen indogermanischen Sprachen [auf], ohne dass unbedingt etymologische Verwandtschaft anzunehmen ist.“
Hoy geht auf einen gleichnamigen Ruf zurück, der in England gebräuchlich war, um Vieh anzutreiben. Der früheste bekannte Beleg stammt von William Langland, der um 1393 in seinem mittelenglischen Versepos Piers Plowman („Piers der Pflüger“) schrieb: „And holpen to erie þis half acre with ’hoy! troly! lolly!“, auf Deutsch sinngemäß: „Und half, diesen halben Acre mit Juchhe, Tirili und Tirila zu pflügen.“
Seeleute benutzten hoy in der Nebenform hoay. Der schottische Dichter William Falconer, Autor eines nautischen Wörterbuchs, schrieb 1769: „If the master intends to give any order to the people in the main-top, he calls, Main-top, hoay! To which they answer, Holloa!“, deutsch sinngemäß: „Wenn der Kapitän den Matrosen oben im Großmast Befehle zu geben beabsichtigt, ruft er: ‚Main-top, hoay!‘ Worauf sie antworten: ‚Holloa!‘“ Noch in zwei Fachwörterbüchern von 1805 wird wie bei Falconer als Ruf hoay, als Antwort holloa angeführt. Ahoy ist darin nicht erhalten.
Funktional mit hoy verwandt ist eine ähnlich lautende Gruppe von Ausrufen und Grüßen im germanischen Sprachraum: mittel- und neuenglisch hey, dessen Parallelform hi, deutsch und niederländisch hei, schwedisch hej, ferner die niederländische Grußform hoi und die gleichlautende alemannische Anrede. Die Vorformen des deutschen ahoi sind ah und hoi. Dabei verleiht ah einem Wunsch oder einer Aufforderung Nachdruck. hei und hoia haben aufmunternde Bedeutung.
Für die Ableitung des englischen Rufs ahoy vom an der Nordsee verbreiteten Schiffstyp Hoie, Heude (siehe unten) fehlen Nachweise. Die einfachste Ansicht über ahoi hat der deutsche Sprachforscher Gustav Goedel formuliert: „Man muss sich hüten, tiefere Bedeutungen suchen zu wollen, wo keine sind. Das Wort ist eine einfache Interjektion, weiter nichts, gebildet und gewählt von dem Bedürfnis weithin gehört zu werden.“

### „ahiu, â hui“
Zwei Fundstellen in der mittelhochdeutschen Literatur zeigen ahoi-ähnliche Interjektionen. Ihre Formen weisen keine Verbindung zum mittelenglischen hoy auf, ihre Bedeutungen bieten wenig Anschluss an einen Ruf zur Kontaktaufnahme.
Heinrich von Freiberg verwendete um 1290 in seiner Tristan-Bearbeitung zwei Mal ahiu zur Begrüßung: „ahiu, Parmenois Tristan!“, etwa „ahiu, Tristan von Parmenien!“, sowie „ahiu, wie schône sie het sich ûz gefêgetieret“, neuhochdeutsch „ahiu, wie schön sie sich herausgeputzt hat“. Ahiu ist bedeutungsgleich mit den ebenfalls hier auftretenden Interjektionen ahiv, ahiw und hiu. Als Teil einer Wortgruppe mit ahî, ay und ahei, die Schmerz, Verlangen und Bewunderung ausdrückt, steht ahiu vor Ausrufe- und Wunschsätzen und in emphatischer Anrede.
Zwischen 1331 und 1341 formulierte Nikolaus von Jeroschin in seiner Kronike von Pruzinlant, der Chronik des Preussenlandes: „â hui! sô wêr ich hôchgemût / sô ich ir stirne sêhe blôz“, neuhochdeutsch etwa „ach, was wär’ ich frohen Muts, säh’ ich ihre Stirne nackt“. Ahui gehört mit aheia, ahi und ahu zu einer Gruppe von Ausdrücken hochgemuter Freude, Hochachtung und ähnlicher positiver Haltungen.

## Verbreitung und Verwendung

### Allgemeines

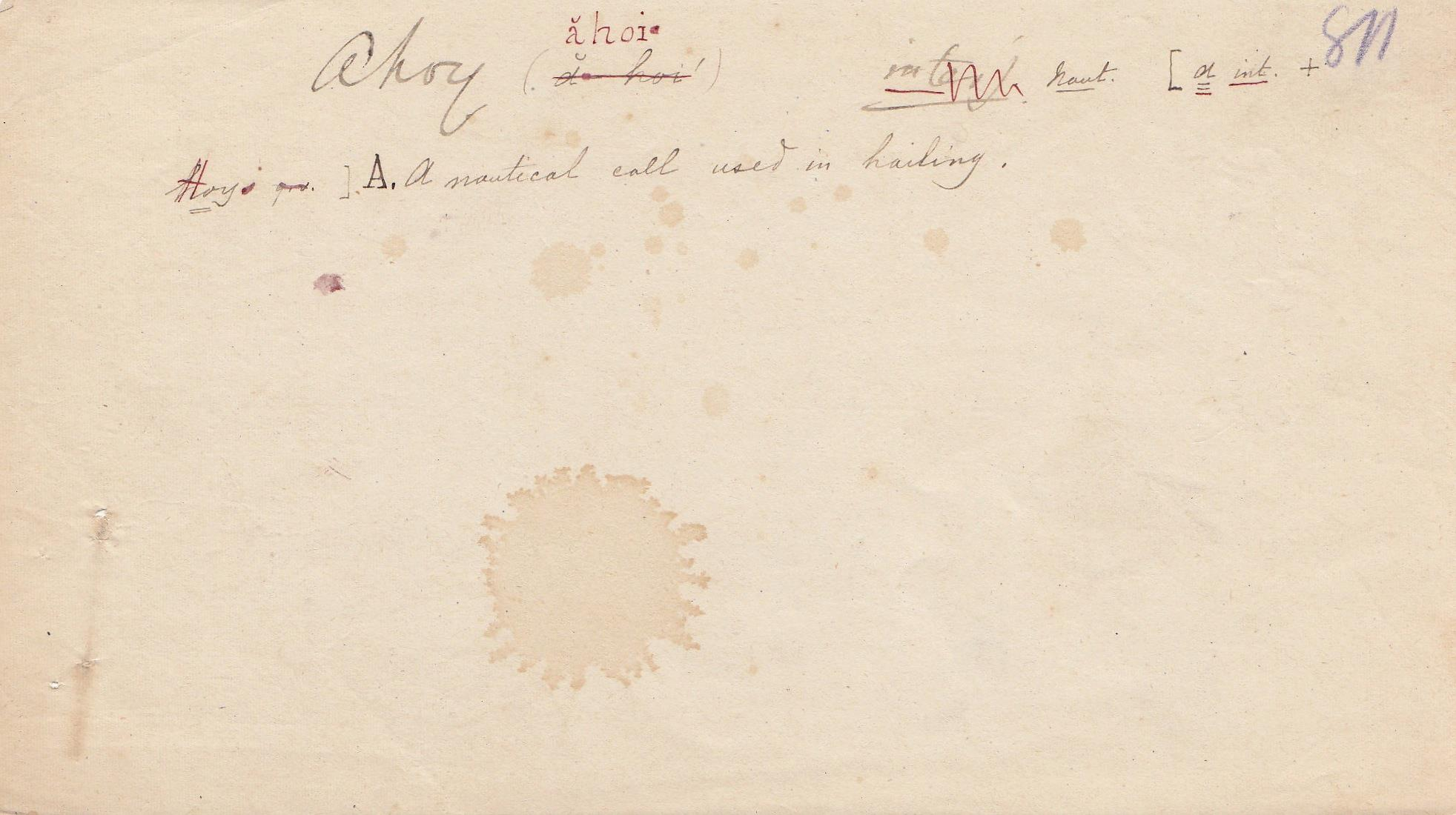
Zettel mit der Definition von ahoy für das Oxford English Dictionary, vor 1884

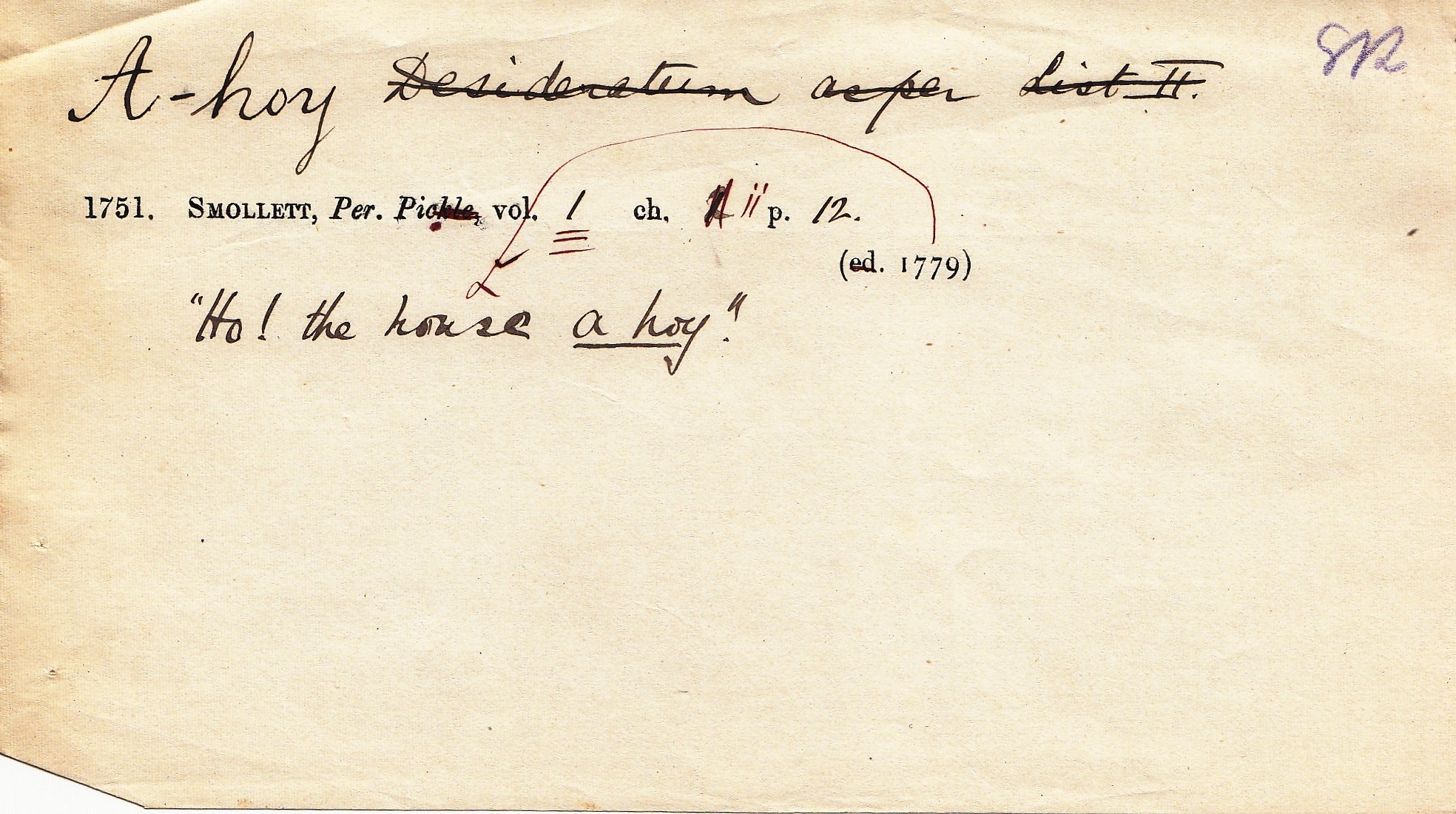
Nachweis von ahoy bei Smollett 1751, Zettel für das Oxford English Dictionary, vor 1884

Seeleute benutzten das Wort sicherlich länger, als es gedruckt nachweisbar ist. Mündliche Quellen sind nur als Liedertexte erhalten. Zu handschriftlichen Belegen etwa in Aufzeichnungen oder Briefen von Seefahrern fehlen Untersuchungen. Druckwerke haben deshalb hinsichtlich der zeitlichen und räumlichen Verbreitung der Ahoy-Wortfamilie nur begrenzte Aussagekraft.
Das englische ahoy stellt die Ursprungsform dar und ist, in maritimer Verwendung zuerst für 1751 nachgewiesen, als Wort der Seemannssprache recht jung. Der früheste Beleg für das deutsche ahoi stammt von 1828. Im Nord- und Ostseeraum ist die Gruppe um ahoy dicht belegt. Semantisch drückt sie eine Distanzänderung aus oder setzt sie voraus. Im ganzen Verbreitungsgebiet als Interjektion benutzt, kommen in einzelnen Sprachen außerdem Verwendungen als Verb (z. B. englisch „to ahoy“, deutsch „ahoi sagen“) und als Substantiv (z. B. schwedisch „ohoj“, deutsch „das Ahoi“) vor. Nicht erforscht ist, wie sich das Wort in Hafenstädten und auf Schiffen mit internationaler Besatzung ausgebreitet hat, insbesondere wie ähnlich lautende Interjektionen in einer Nachbarsprache die Übernahme dorthin behindert oder begünstigt haben.
Im Deutschen wird der Adressat vor- oder nachgestellt, z. B. „‚Pfeil‘ ahoi!“ oder „Ahoi ‚Pfeil‘!“ Im schriftlichen Deutsch steht zwischen Anruf und Angerufenem kein Komma. In anderen Sprachen ist dies uneinheitlich.

### Englisch

#### Frühe Belege
Als frühester englischer Beleg gilt ein Ausruf in Tobias Smolletts The Adventures of Peregrine Pickle (1751): „Ho! the house a hoy!“, deutsch zeitgenössisch mit „Holla, he da, Wirtshaus!“ übersetzt. Der Rufer war Seemann. Eine frühe fachsprachliche Erwähnung stammt aus William Falconers Marine-Wörterbuch von 1780: „The usual expression is, Hoa, the ship ahoay!“, deutsch: Der übliche Ausdruck ist: „Hoa, Schiff ahoi!“ Die Erstausgabe des Wörterbuchs hatte 1769 noch die Vorform hoay genannt.

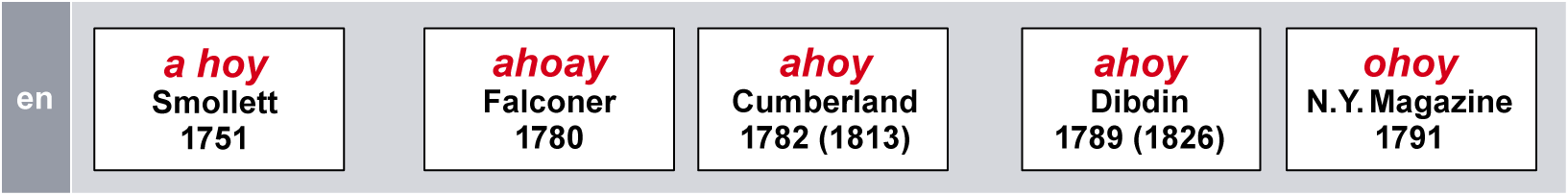
Frühe Nennungen englischer ahoi-Wörter, 1751–1792

In den 1780er Jahren wurde ahoy in London bereits auf der Bühne als Kolorit für maritime Themen eingesetzt und erreichte damit ein breiteres Publikum. In der Komödie The Walloons, deutsch: Die Wallonen, 1782 vom Dramatiker Richard Cumberland inszeniert, leitete der Ruf eine Anrede ein: „Ahoy! you Bumboat, bring yourself this way“, deutsch etwa: „Ahoi! Du Bumboot, komm einmal her.“ Der Text wurde 1813 posthum veröffentlicht.
In einer anderen, ebenfalls später belegten frühen Quelle drückte ahoy ein Heranrufen aus. Im Text eines Shantys, eines Arbeitsliedes der Matrosen, war ahoy wahrscheinlich 1789 öffentlich zu hören, als der englische Komponist und Schriftsteller Charles Dibdin (1745–1814) sein Varieté-Programm The Oddities in London aufführte. Es enthielt sein Lied Ben Backstay über einen Bootsmann mit der Beschreibung: „And none as he so merrily / Could pipe all hands ahoy“, deutsch sinngemäß: „Und niemand sonst konnte so fröhlich alle Matrosen an die Arbeit pfeifen.“ Gedruckt erschien der Text erst 1826.

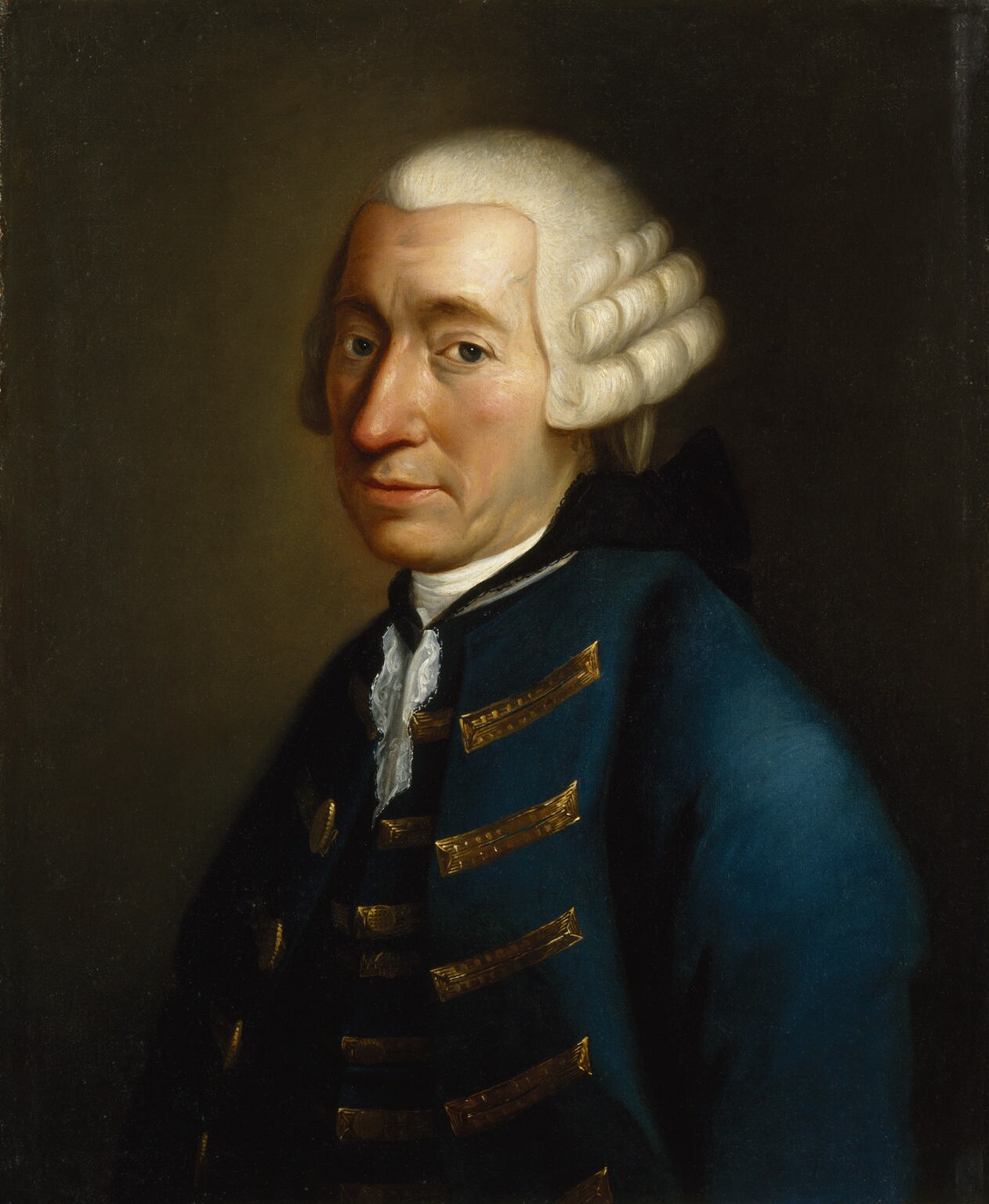
Tobias Smollett verwendete 1751 die Wortform a hoy, noch nicht maritim
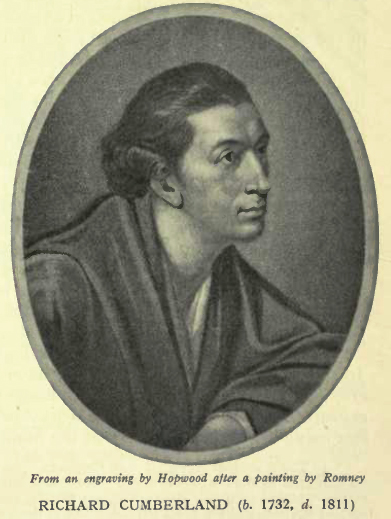
Richard Cumberland benutzte wohl 1782 die heutige Wortform ahoy
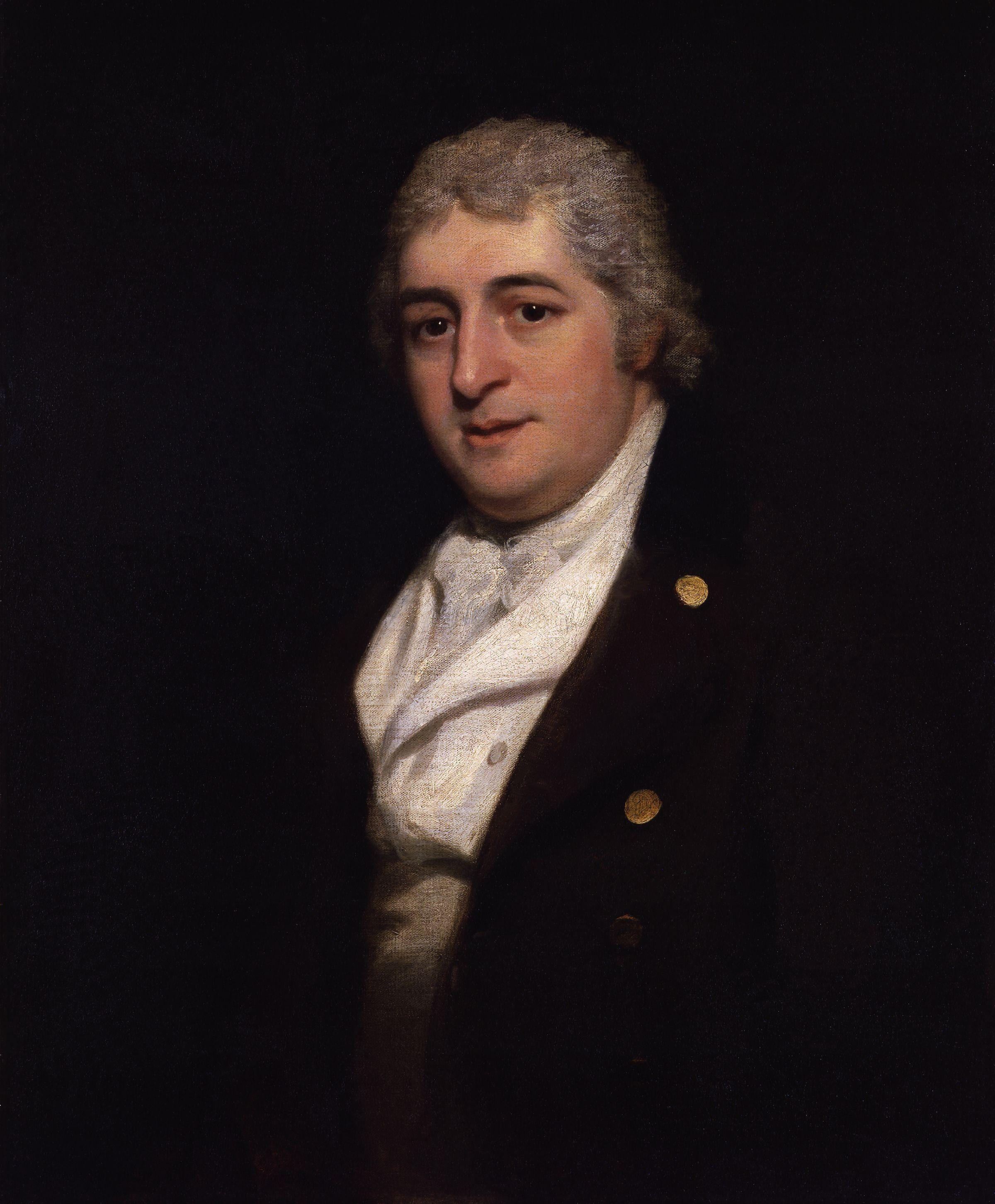
Charles Dibdin ließ 1789 wahrscheinlich ahoy in einem Varieté-Lied singen
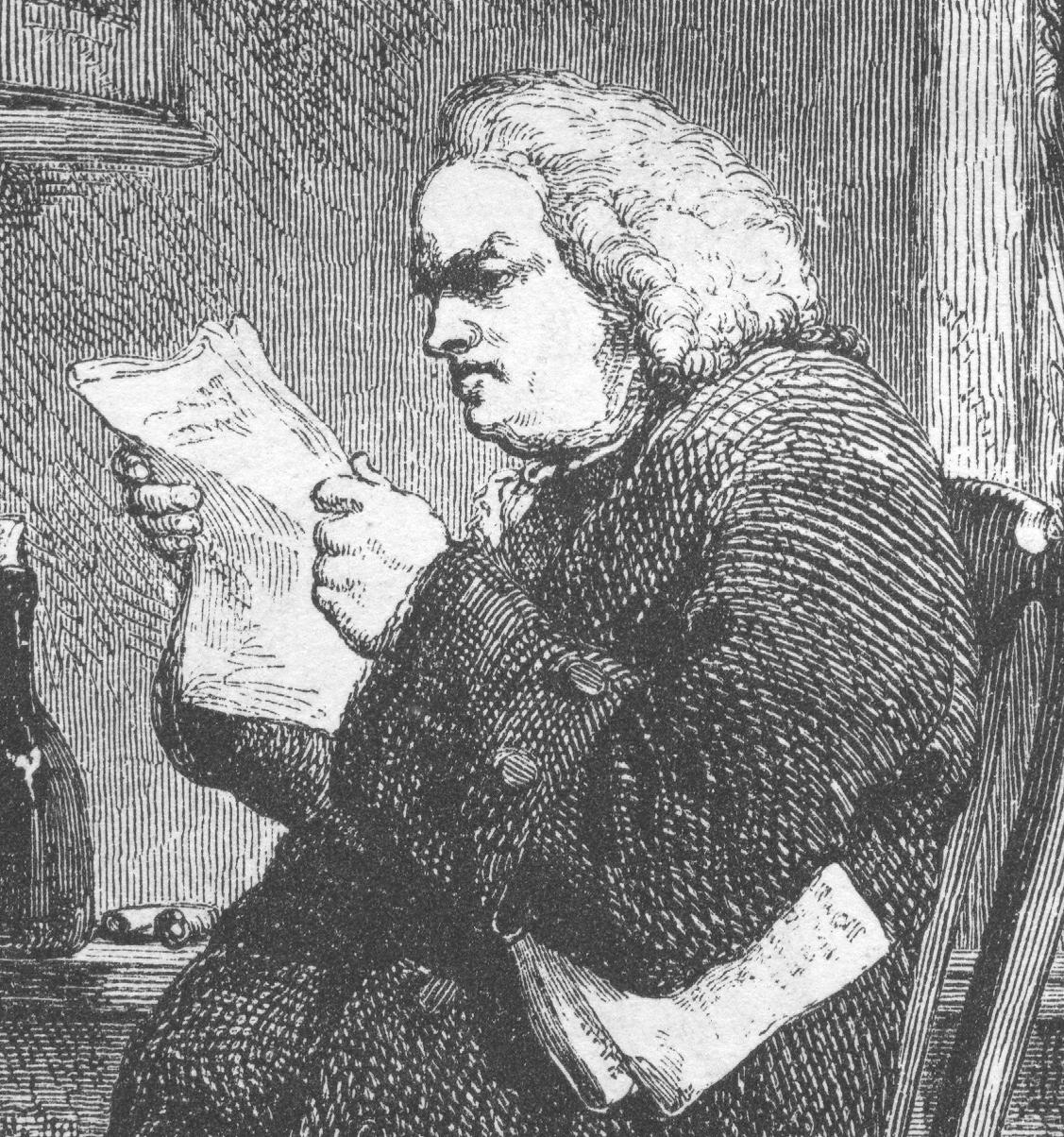
Samuel Johnson etablierte 1824 ahoy im englischen Wortschatz

#### Konsolidierung
Im Wörterbuch von Samuel Johnson, Ausgabe von 1799, fehlt ahoy (gesprochen [əˈhɔi]) noch, wurde aber in der Ausgabe von 1824 als „fast so wichtig wie holla“ bezeichnet und mit dem Zitat von Cumberland 1813 belegt. Der erste Eintrag in dieses weit verbreitete Nachschlagewerk kann als Aufnahme in den etablierten Wortschatz des Englischen gelten. Noch in der ersten Hälfte des 19. Jahrhunderts begann das Wort in viele Nachbarsprachen abzustrahlen. Eine Spekulation von 1835 über die Herkunft aus französisch oyez, deutsch „hört!“ bedeutet eine frühe philologische Beschäftigung mit dem Wort.
Schon zuvor trat es in metaphorischem Zusammenhang auf. In der US-amerikanischen Handelsstadt Philadelphia begann 1819 ein Prediger, eine Seemannskirche aufzubauen. Seinen Memoiren zufolge grüßten ihn die Matrosen mit „Schiff ahoi“ und fragten, wohin die Fahrt gehe. Der Prediger antwortete: „Zum Hafen von Neu-Jerusalem. Wir segeln unter dem Admiral Jesus, einem guten Kommandanten. Wir brauchen Männer.“ Wie bei einem Heuergespräch sagten die Matrosen: „Nun, wir kommen herein und hören uns Eure Bedingungen an.“

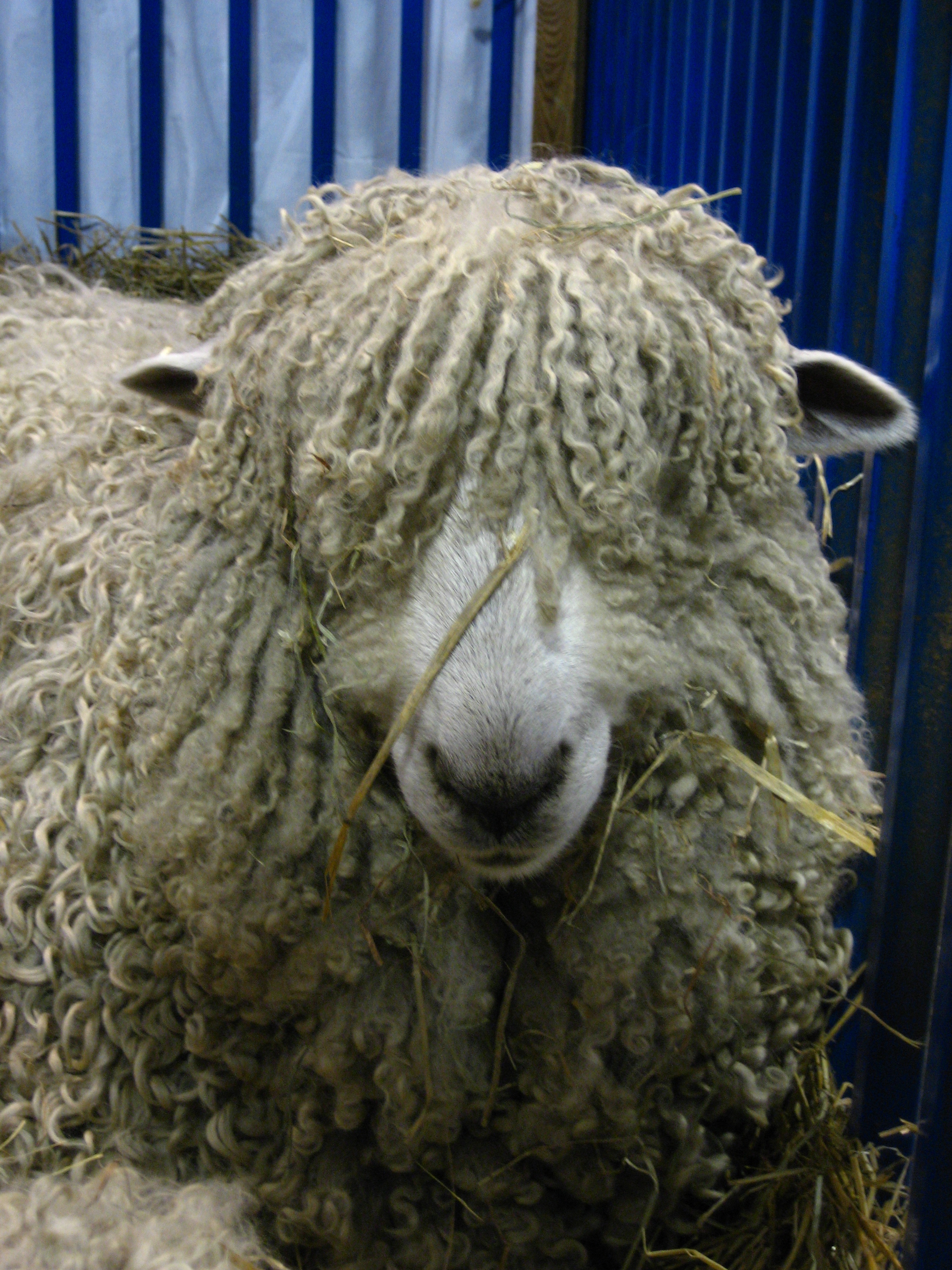
Ein Romney-Schaf, dessen Erscheinungsbild 1791 den Erstabdruck von ohoy auslöste

#### Die Nebenformohoy
Als Synonym für ahoy ist die Nebenform ohoy früh bezeugt. In einer Anekdote, abgedruckt 1791, lautete der ironische Gruß eines Kapitäns, der seinen neu eingekleideten und nun wie ein stämmiges Romney-Schaf aussehenden Bootsmann im Theater traf: „Ohoa, the boatswain, the Romney, Ohoy!“ Der antwortete „Holloa“ und verschwand. Der schottische Dichter Thomas Campbell veröffentlichte 1821 ein Spottgedicht, in dem ein Reiter rief: „Murderer, stop, ohoy, oh!“ 1836 schrieb der schottische Romancier Allan Cunningham: „Ohoy, Johnnie Martin! Ohoy, Tom Dempster! be busy my merry lads, and take me on board“, deutsch etwa: „… eilt euch, gute Kerls, und nehmt mich an Bord.“
Die Form „ohoy“ wurde in mehrere nordische Sprachen entlehnt. Deren Wörterbücher geben englisch ohoy als einziges Ausgangswort, als erstes vor ahoy oder als zweite nach ahoy an.

### Deutsch, Verbreitung

#### Forschung
Der Ausdruck blieb deutschen Lesern bis in die 1840er Jahre weitgehend unbekannt, weil ihn Übersetzer der ihrerzeit beliebten Seemannsliteratur oftmals vermieden. 1843 lautete die deutsche Übersetzung für das Wort å-hoj in einem schwedischen Roman noch „hiaho“. 1847 wurde das englische ahoy mit „holla!“ und die Wendungen all hands ahoy!, all hands (a-)hoay! mit „Alles auf’s Verdeck! Überall! Überall!“ ins Deutsche übersetzt.
Die frühesten Belege in deutscher Sprache stammen nicht aus seemännischen Sachtexten, sondern sind der maritimen Prosa entnommen. Die Umstände bezeugen anfangs noch Unsicherheiten in der Anwendung des Wortes. Seit Ende der 1820er Jahre ist ahoy und ahoi mit dem Auslaut -i, der die Eindeutschung von ahoy kennzeichnet, in Übersetzungen englischer Romane und Erzählungen nachweisbar. Fast zeitgleich setzt auch die Nutzung in deutschsprachigen Originaltexten ein, wenn auch zunächst selten. Ab Mitte der 1840er Jahre verwendeten es mehrere viel gelesene Autoren, so dass ahoi um 1850 als festgesetzt gelten kann.
Wörterbucheinträge blieben im 19. Jahrhundert selten. Im Urduden von 1880 ist es nicht aufgenommen. Das Deutsche Wörterbuch (DWB) der Brüder Grimm kannte das Wort noch nicht; der erste Bogen mit Einträgen bis zum Stichwort allverein erschien 1852. Die zweite Auflage des DWB von 1998 nennt als früheste Belegjahre 1846 und 1848. Auch die Zettelkartei für das Wörterbuch, in der Berlin-Brandenburgischen Akademie der Wissenschaften aufbewahrt, enthält keine früheren Nennungen. Das Standardwerk Etymologisches Wörterbuch der deutschen Sprache von Friedrich Kluge führt ahoi erst seit der Ausgabe von 1999 mit eigenem Stichwort an.
Das automatische Durchsuchen digitalisierter Bücher im Internet und in Offline-Datenbanken nach passenden Stichwörtern führt nur zu wenigen brauchbaren Ergebnissen. Die deutsche Unterhaltungsliteratur war in der ersten Hälfte des 19. Jahrhunderts so schlecht gedruckt, dass auch gute Erkennungssoftware heute noch eine große Zahl von Lesefehlern produziert, so dass Belege nicht gefunden werden. Katalogrecherche ist bei systematischer Suche weiterhin unumgänglich.

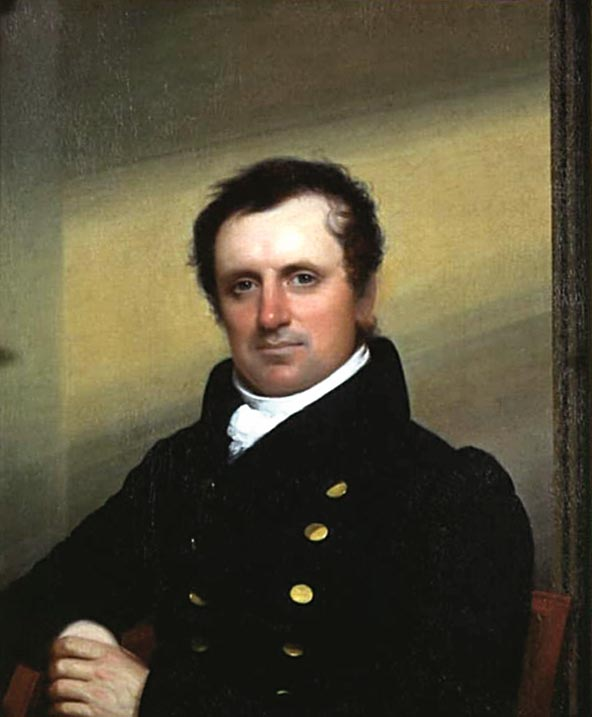
In deutschen Übersetzungen von James Fenimore Coopers Romanen trat ab 1828 erstmals ahoi auf

#### Frühe Belege in Übersetzungen
Die früheste bislang feststellbare Verwendung des Wortes ahoi datiert von 1828. Im Jahr 1827 hatte der US-amerikanische Erzähler James Fenimore Cooper seinen Piratenroman The Red Rover veröffentlicht. Schon im Folgejahr erschien Der rothe Freibeuter in Frankfurt am Main. Der Übersetzer Karl Meurer hat zwar nicht alle Nennungen wörtlich genommen. So wurde aus dem Befehl „All hands make sail, ahoy!“ ein „Alle zu Hauf! Die Segel hißt!“, an anderer Stelle geriet ahoy zu aho, vielleicht eine Unaufmerksamkeit. Aber Meurer übersetzte auch genau: Aus „All hands to mischief, ahoy!“, der Genehmigung für ein Bordvergnügen, entstand „Alle zu Hauf! zu Possen, ahoi!“ Die Wendung „Good humour, ahoy!“ übersetzte Meurer mit „Bei den Possen gehalten, ahoi!“
In einer Erzählung, der ein Schiff namens Water Witch (deutsch „Wassernixe“) ihren Titel gab, gebrauchte Cooper 1830 fünf Mal das ahoy-Wort. Noch im selben Jahr erschien eine Übersetzung von Gottfried Friedenberg, der vier Mal ahoi wählte. Nur beim ersten Auftreten von ahoy im Text rutschte Friedenberg noch die originale Schreibung durch. Möglicherweise war ihm 1830 das deutsche Wort noch recht neu. In späteren Auflagen wurde der Fehler korrigiert. Friedrich Knickerbocker, der 1831 die zweite Übersetzung veröffentlichte, überging oder umschrieb ahoy auch falsch mit „Holüber!“
Das von ihm einmal eingesetzte „Wer da“ war nicht neu. 1824 und 1827 erschienen deutsche Ausgaben von Coopers Roman The pilot, in denen ahoi durch die ähnlichen Anrufungen „Wer da!“, „Wer da?“, „heda“ oder „He! He!“ übersetzt waren. Erst 1842 erhielt Der Lotse durch eine weitere Übersetzung von Eduard Mauch eine interjektivische Vereinheitlichung, allerdings mit vier Mal ahoy und einem Mal ahoi.
Mit ahoy als Fremdwort belässt es 1835 und 1836 auch der ungenannte Übersetzer der zweibändigen Erzählung Trelawney’s Abentheuer in Ostindien, die der Seemann und spätere Schriftsteller Edward John Trelawny 1832 veröffentlicht hatte.

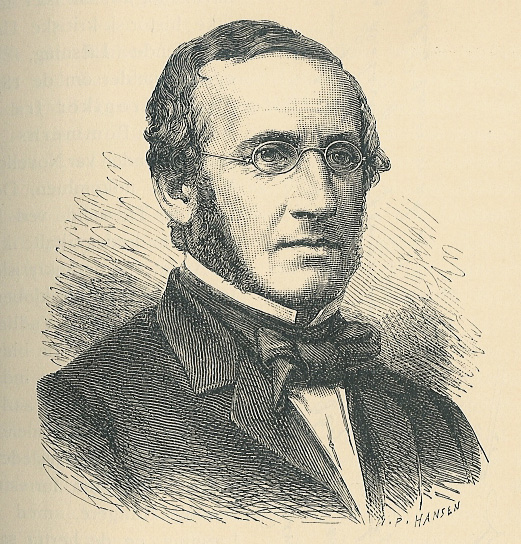
Der dänische Dichter Carl Bernhard übersetzte 1837 sein „Ahoi“ selbst ins Deutsche

1837 erschien in dänischer und vom Autor Carl Bernhard selbst übersetzter deutscher Fassung die Novelle Lykkens Yndling/Das Glückskind. Bernhard war das Pseudonym des dänischen Romanciers Andreas Nikolai de Saint-Aubain. Mit der Wendung „Ahoi, ein Segler!“ für „Ahoi, en Sejler!“ liegt hier der wohl früheste Import aus einer skandinavischen Sprache vor.

#### Frühe Belege in deutschen Originaltexten
Für 1829 ist die Verwendung von ahoi in einem deutschen Originaltext belegt. In ihrer Erzählung Die Armenierin setzte die sächsische Schriftstellerin Wilhelmine von Gersdorff das Wort mehrmals in fachkundigem Kontext als Anrufung ein, aber auch zur Anfeuerung. Unter dem Pseudonym F. P. E. Richter übersetzte die Autorin aus dem Englischen.

Der Österreicher Carl Anton Postl (Charles Sealsfield) benutzte ahoi ab 1836 in eigenen Werken

Der Österreicher Charles Sealsfield benutzte zunächst die Ausgangsform ahoy. Sealsfield, der mit bürgerlichem Namen Carl Anton Postl hieß, lebte zeitweilig in New Orleans und hatte viel Kontakt mit Seeleuten. In seinem 1835 in Zürich erstveröffentlichten Roman Morton oder die große Tour lässt er eine erregte Menge am Piccadilly Circus in London „Gare! Gare! take care! Hallo ho! A hoy!“ rufen; so auch in Ausgaben von 1844 und 1846. Im Apparat eines Nachdrucks wird zwar zutreffend „Gare“ zu „Care“, deutsch „Vorsicht“, korrigiert, aber fälschlich angegeben, in allen drei Ausgaben habe die Menge „Gare! Gare! take care! Hallo ho! Ahoi!“ gerufen. Korrekt ist die englische Schreibung in der damals durchaus üblichen getrennten Variante.
In Sealsfields Roman Pflanzerleben, Zürich 1836, lautet ein Befehl, als hoher Besuch eintrifft: „Ahoi! Ahoi! (…) Hört ihr nicht? die Pferde dem Herrn Grafen abnehmen.“ Das Buch erschien 1844 in den USA in englischer Übersetzung. In ihr behielt das ahoi seine deutsche Form. Auch in Sealsfields letztem Roman, Süden und Norden von 1843, verwendet er den englischen Ruf noch einmal in getrennter Schreibung: „Sail a hoy – an ennemys sail!“ Die selbst am Fuß der Seite vermerkte Übersetzung lautet: „Kapitän, ein fremdes (feindliches) Segel.“
Im Jahr 1838 ließ der Schriftsteller Ernst Willkomm seinen Lotsen Jans mit Donnerstimme „Schiff ahoi!“ von den Helgoländer Klippen herabrufen. Die Zeitung für die elegante Welt, in der Willkomms Lootsenerzählungen zuerst erschienen, verdruckte den Ruf zu „Schiff ahni!“, in der Buchausgabe von 1842 korrigiert. Offenbar ohne die Bedeutung des Wortes zu kennen, zitiert im gleichen Jahrgang 1838 der Zeitung für die elegante Welt ein ungenannter Verfasser in der Erzählung Johann Pol. Ein Lebensbild auf den Antillen einige Matrosen, die beim Beladen eines Schiffes „ihr eintöniges Ahoi, ohe! sangen, welches die Seeleute aller Völker und Erdtheile anstimmen, wenn sie arbeiten.“
Von 1844 datiert der Schwank Politik an einer Wirthstafel von Friedrich Giehne, bei der die Bedienung eines Wirtshauses mit „Kellner! Ahoi!!“ gerufen wurde. Das Buch, in dem Giehnes Text erschien, versammelt meist Nachdrucke von Texten aus den Jahren 1836 bis 1843, doch ist dem Vorwort nicht zu entnehmen, wann Politik an einer Wirthstafel erstmals erschien und ob der Text überhaupt ein Nachdruck ist. Erstaunlich ist der „Landgang“ der Interjektion. Er erinnert an die Verwendung in Smolletts Roman The Adventures of Peregrine Pickle von 1751: „Ho! the house a hoy!“ ruft dort Commodore Trunnion. Verdeutscht wurde er etwas später, 1789, als „Holla, he da, Wirtshaus!“, ähnlich auch 1827 und 1841. Ein Zusammenhang von Smollett und Giehne ist dennoch vorstellbar. Giehne könne Smollett in Georg Nikolaus Bärmanns Übersetzung von 1840 gelesen haben, in der Trunnion ausruft: „Halloh, Wirtshaus, ahoi!“

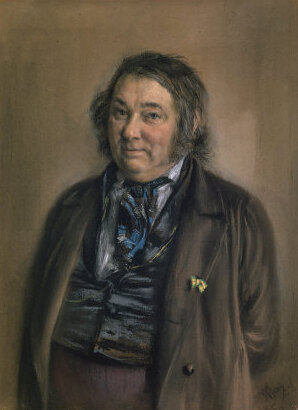
In den Werken des gelernten Seemanns und Schriftstellers Heinrich Smidt tritt ab 1844 ahoi häufig auf

Der Schriftsteller Heinrich Smidt verwendete ahoi 1844 in einem Teilvorabdruck seines 1846 in Buchform erschienenen Romans Michael de Ruiter. Bilder aus Holland’s Marine im Magazin für die Literatur des Auslandes, dessen Redakteur er war. Ebenfalls 1844 kam ahoi in seiner Erzählung Hexen-Bootsmann vor. In heute digitalisiert vorliegenden Büchern, die Smidt zwischen 1837 und 1842 veröffentlichte, hat er ahoi nicht verwendet, gebrauchte es aber dann stetig von 1844 bis zu seinem letzten Roman, der 1866 erschien. Das Wort dürfte also um 1843 in Smidts Wortschatz eingedrungen sein.

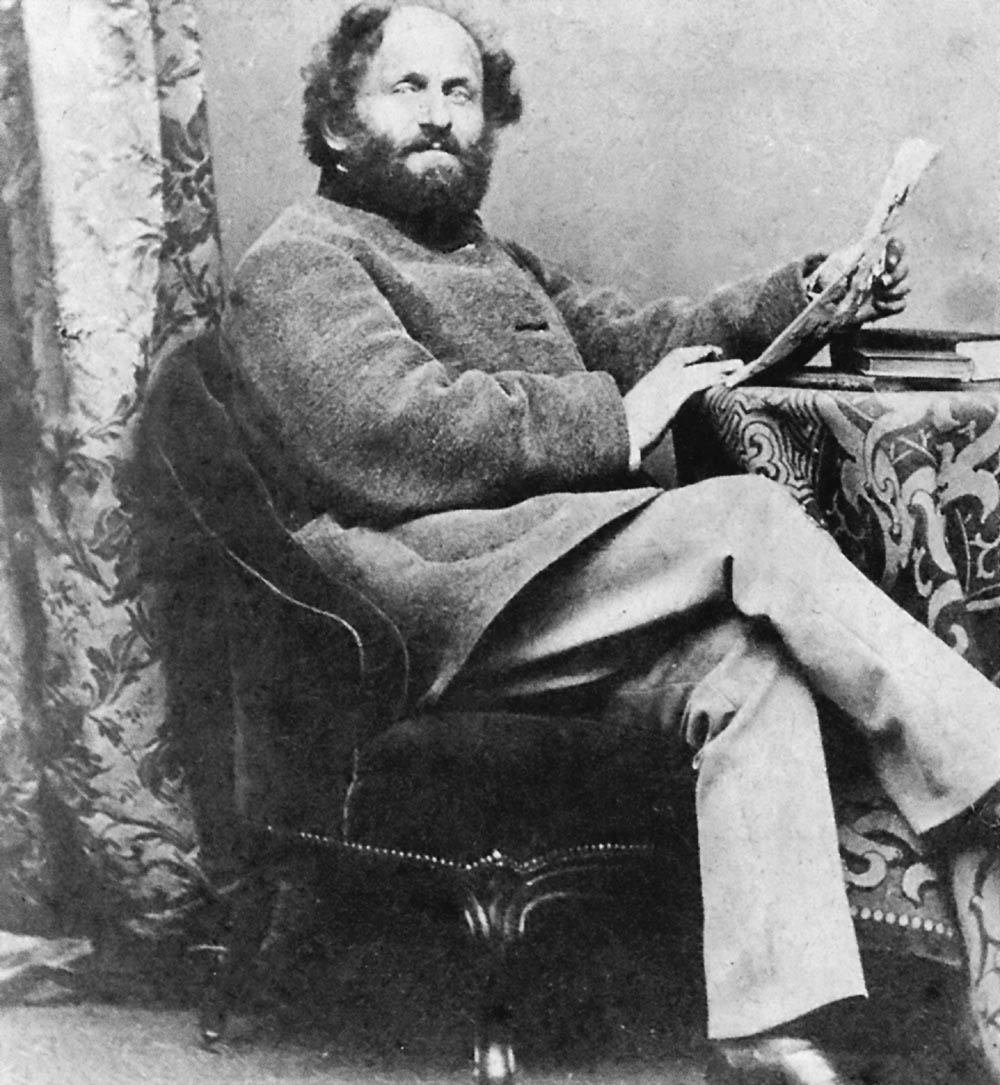
1848 popularisierte Friedrich Gerstäcker ahoi in seinem Bestseller Die Flusspiraten des Mississippi

Friedrich Gerstäcker gehörte im 19. Jahrhundert zu den erfolgreichsten und bekanntesten deutschen Autoren von Abenteuerromanen. Ebenso wie bei Smidt ab 1844 trat bei Gerstäcker, der viel aus dem Englischen übersetzte, ab 1847 ahoi schlagartig auf. „Ahoi – ho – ahoi! meine braven Burschen“, heißt es in den Mississippi-Bildern. 1848 folgt in den Flusspiraten des Mississippi der Satz: „Boot ahoi! schrie da plötzlich der gebundene Steuermann“.

#### Die Nebenformohoi

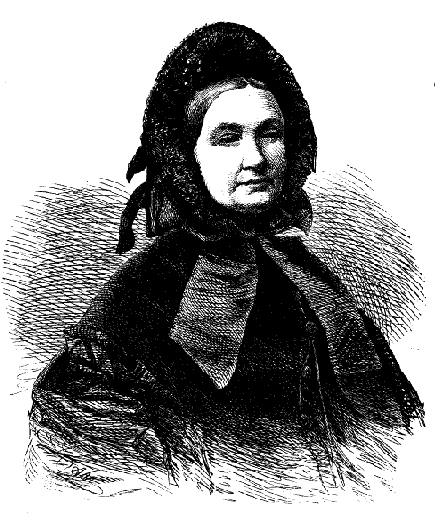
Das ohoy der Schwedin Emilie Flygare-Carlén machte ihr Übersetzer 1847 zu ohoi

Vereinzelt ist die Nebenform ohoi nachweisbar. 1846 schrieb die schwedische Autorin Emilie Flygare-Carlén in einem Roman: „‚Båt, ohoj – hvarifrån, hvathän?‘“ „‚Boot, ohoi – woher, wohin?‘“ übersetzte Gottlieb von Rosen die Stelle in der deutschen Ausgabe Der Einsiedler auf der Johannis-Klippe von 1847. In der Novellen-Zeitung vom 18. August 1847 verwendete ein Autor in der Kurzgeschichte Ein Contrast das Wort ohoi, 1867 auch der Schriftsteller Friedrich Spielhagen im Roman Hammer und Amboß.

#### Nachträgliche Einfügungen

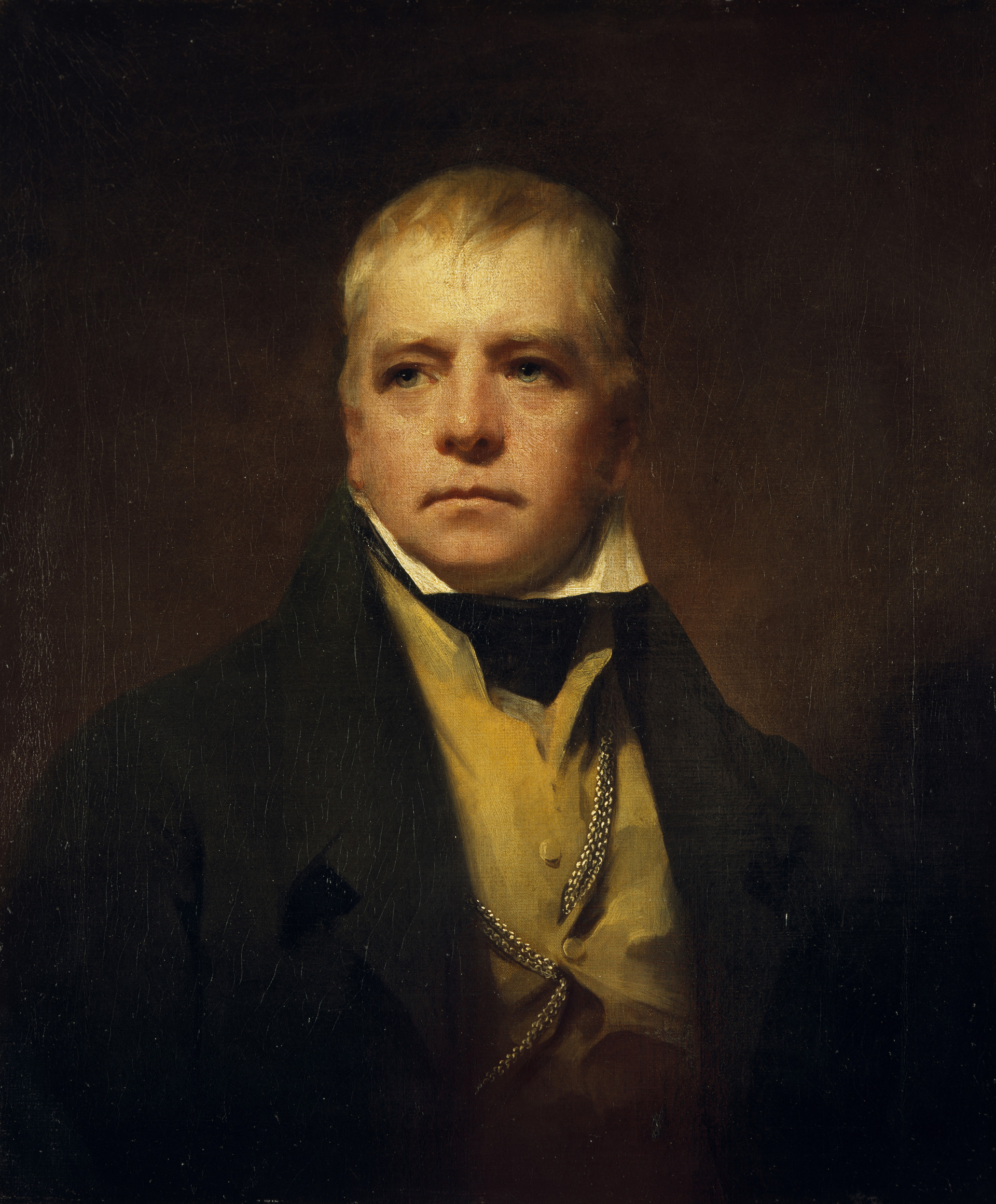
Walter Scott schrieb 1816 hilli hilloa, 60 Jahre später in ahoi ahoi verwandelt

Die zunehmende Popularität von ahoi ist auch daran zu erkennen, das es im Nachhinein in Werke eingefügt wurde. Karl Meurer übertrug 1828 die Liedzeile „The cry’s: A sail! a sail!“ aus Coopers Red Rover mit „Ein Segel! Ein Segel! hoho“. 1841 machte Gottfried Friedenberg daraus „Ein Segel dort! ahoi!“, was 1845 der österreichische Dichter Wilhelm Gärtner in seiner Novelle Die Fledermaus verbreitete. Weiter reichte ein Eingriff in das Werk des schottischen Schriftstellers Walter Scott. Er hatte 1816 in seinem Roman The Antiquary den Ausruf „hilli hilloa, hilli-ho-a!“ verwendet, in den folgenden Jahrzehnten korrekt von seinen deutschen Übersetzern rezitiert. Benno Tschischwitz erdichtete daraus 1876 bei seiner Edition von Der Alterthümler, 1888 auch illustriert aufgelegt, „ahoi ahoi! hoi hoi hoi!“

### Deutsch, Verwendung

#### Maritimes
Für den Weltreisenden Wilhelm Heine war der Ruf 1859 „üblich“. Heine war allerdings mit amerikanischen Seeleuten unterwegs, die die bereits gebräuchliche englische Form benutzten. Für Deutsche in Livland an der Ostsee erklärte 1864 ein Wörterbuch noch den Gebrauch: „ahoi […], zweisylbig, und die zweite betont“. In Deutschland im 19. Jahrhundert „insgesamt noch selten“, um 1910 eine „moderne Nachahmung“ des englischen ahoy, ist der Ruf dann ungebräuchlich geworden. Im nichtmaritimen Bereich wird ahoi auch zur Verabschiedung gebraucht. In literarischer Verwendung, meist mit maritimer Thematik, erscheint ahoi etwa bei:
- Paul Heyse (1900): „Er sah mit übermütig herausforderndem Blick zu den drohenden Wolken empor und ließ ein helles Ahoi! ertönen.“[58]
- Carl Sternheim (1909) als Mitteilung an die Crew: „Eine Stimme vom Mast: Land ahoi!“[59]
- Anna Seghers (1928): „Ein paar Burschen von vorn liefen auf eine Höhe, schrien Ahoi, winkten mit den Armen.“[60]
- Hans Fallada (1934) als Warnruf: „Ahoi! Ahoi! Mann über Bord!“[61]
- Friedrich Dürrenmatt (1951): „Ahoi! Die Segel gelichtet [sic!], weg, zu anderen Küsten, zu anderen Bräuten!“[62]
- Günter Grass (1959): „Warum aber Matzerath winkte und solch einen Blödsinn wie ‚Schiff ahoi!‘ brüllte, blieb mir schleierhaft. Denn der verstand als gebürtiger Rheinländer überhaupt nichts von der Marine“.[63]
- Hermann Kant (1972): „Da ging dieser Mensch aus dem Haus, sagte ahoi, Franziska, küßte einen auf die Nase, alles wie immer …“[64]
- Ulrich Plenzdorf (1973): „Ahoi! Hast auch schon besser gehustet, no?“[65]

In Liedern, die nach der Großseglerzeit komponiert wurden, stellte das Wort maritime Atmosphäre her, ohne noch dem traditionellen Gebrauch zu folgen. Wir lagen vor Madagaskar mit dem Refrainbeginn „Ahoi Kameraden“ entstand 1934 und kann als Fahrtenlied gelten. Der Schlager Schön ist die Liebe im Hafen mit den Ausgangszeilen im Refrain „Auch nicht mit Fürsten und Grafen / Tauschen wir Jungens, ahoi!“ beruht auf einem Walzerlied aus dem Film Herz ist Trumpf, ebenfalls von 1934. Bei den Edelweißpiraten wurde ahoi wohl von tschechischen Jugendlichen übernommen und auch nach ihrem Verbot 1933 als Gruß gebraucht.

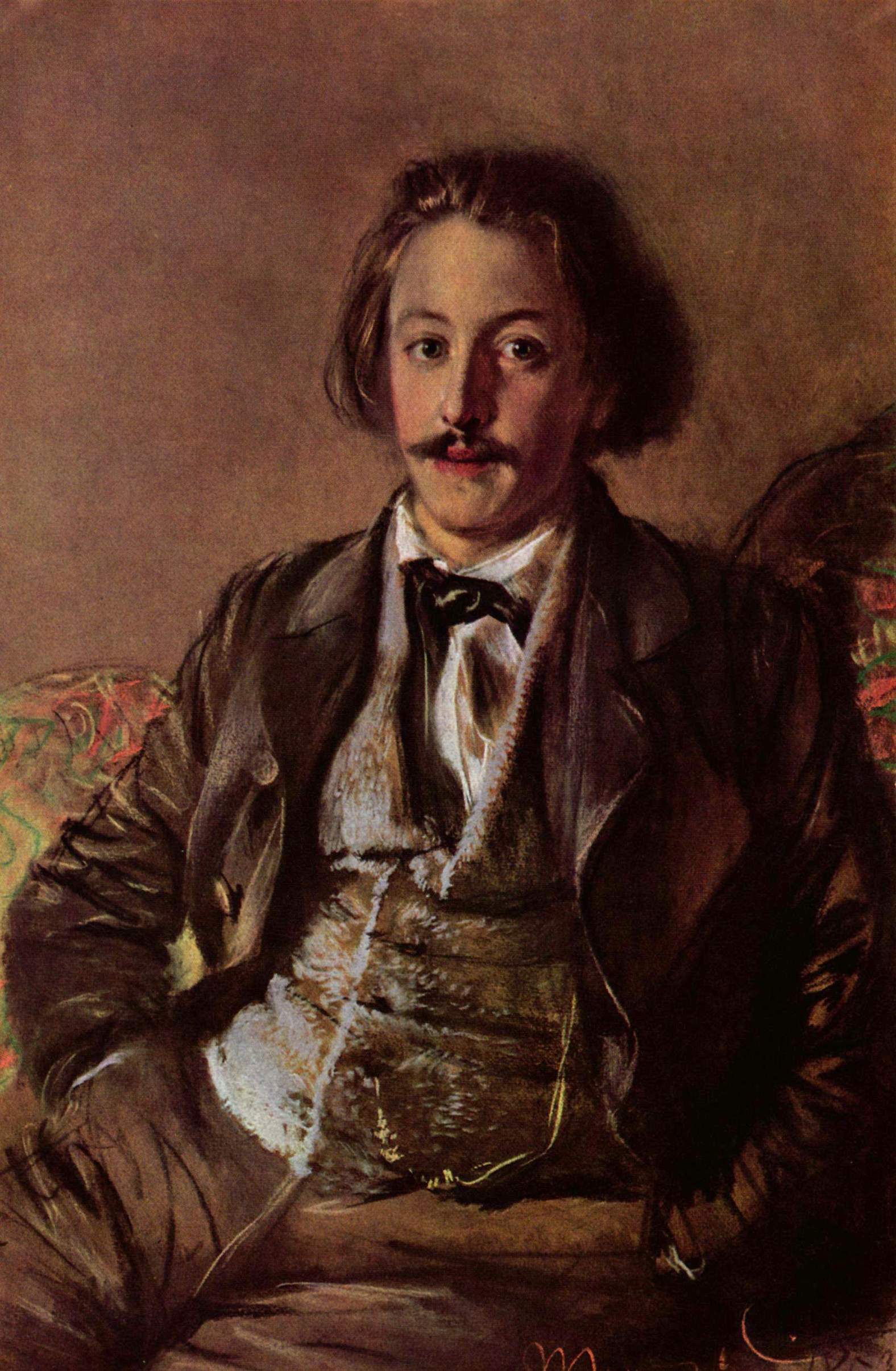
Paul Heyse ließ im Jahr 1900 mit ahoi die Naturgewalten anrufen
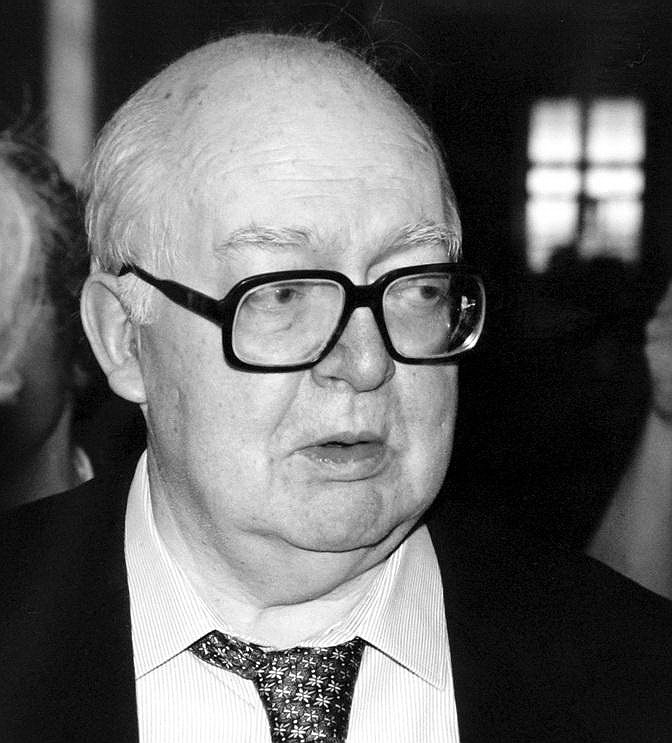
Friedrich Dürrenmatt fand 1951 die Interjektion ahoi hörspieltauglich
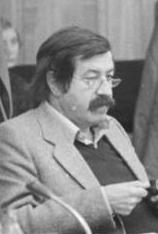
Günter Grass ironisierte 1959 den Gebrauch von ahoi durch Landratten
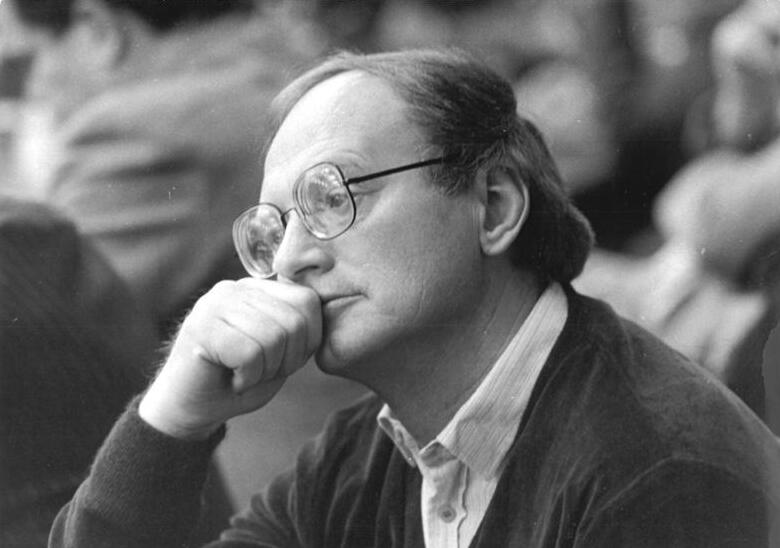
Hermann Kant setzte ahoi 1972 als Wort der Verabschiedung ein

#### Wassersport

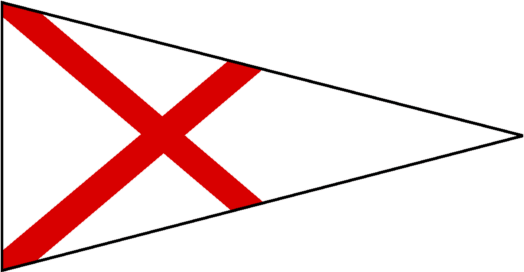
Stander des 1892 gegründeten Berliner Segelclubs Ahoi

Hobbysegler haben ahoi von den Berufsschiffern übernommen. Von 1884 bis 1887 erschien das Blatt Ahoi!, zunächst als Zeitschrift für deutsche Segler, dann für den Wassersport. Der Berliner Segel-Club Ahoi wurde 1892 gegründet. Als „Ruf der Segler“ ist ahoi in den 1920er Jahren für den Bodensee belegt. Mit zunehmender Beliebtheit des Wassersports kam er seit den 1960er Jahren wieder auf. Seither wird ahoi! auch als Formelgruß an einen Funktionsträger an Bord benutzt, z. B. „Käptn ahoi!“, oder ganz ohne Zusatz. Die Verwendung gilt unter Professionellen als unseemännisch, und „diesen Aufschrei [‚ahoi!‘] vermeiden Sie lieber ganz. Sein Gebrauch wird an Bord übel vermerkt und kann die ganze Sphäre des mühsam geschaffenen Vertrauens zerstören. Dieses schon gestorbene Wort haben die Schlagerdichter wieder aufpoliert.“ Eine Schlauchbootwerft verbreitete von 1964 bis 1992 ihre Kundenzeitschrift Wiking ahoi.

#### Karneval/Fastnacht

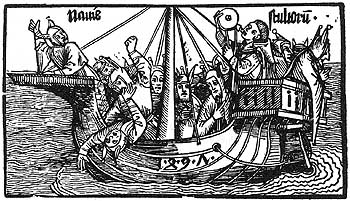
Albrecht Dürers Narrenschiff (1495). In Karnevalsumzügen grüßt die Besatzung eines Narrenschiffs das Publikum mit ahoi!

Ahoi ist wie helau und alaaf ein Narrenruf zu Karneval beziehungsweise Fastnacht. Nachdem Schiffer, Hafenarbeiter und Fischer des Binnenlandes den Ausdruck von der Küste übernommen hatten, popularisierten ihn die Karnevalsvereine. In den Umzügen grüßt die Besatzung eines Narrenschiffs das Volk am Straßenrand mit Ahoi! und erhält denselben Gruß zurück. Traditionell ist er in der Kurpfalz verbreitet, etwa in Mannheim mit „Monnem ahoi“ oder „Mannem ahoi!“ und in Ludwigshafen, aber auch in angrenzenden Gebieten wie dem nordbadischen Altlußheim sowie im südthüringischen Wasungen, dort mit „Woesinge ahoi!“ Die 1908 gegründete Faschingsgesellschaft Milka im oberschwäbischen Ravensburg grüßt mit „Milka – ahoi!“ Auf dem Backfischfest der Fischerzunft in Worms wird ebenfalls mit „ahoi“ gegrüßt. Auch jüngere Karnevalsaktivitäten, etwa in einem norddeutschen Verein oder in einer Kölner Neugründung, verweisen auf den Ruf.

#### Militär
In der deutschen und der österreichischen Marine wurden vor dem Ersten Weltkrieg Boote, die sich einem vor Anker liegenden Kriegsschiff näherten, mit „Boot ahoi!“ angerufen, um festzustellen, wer darin ist. Die Antworten von den Kriegsschiffbooten hingen von der höchstgestellten Person an Bord ab: „Standarte!“ beim Herannahen mit einer „Fürstlichkeit“ an Bord, „Flagge!“ mit einem Admiral, „Ja, ja!“ mit Offizier und „Nein, nein!“ ohne Offizier. Ähnliches galt mit „boat ahoy“ in der U.S. Navy, wo das Verfahren 1893 erstmals geregelt wurde, und in der Royal Navy. In der Deutschen Marine ist der Gruß „Ahoi“ heutzutage nicht mehr üblich, als formloser Gruß wird meist das norddeutsche „Moin“ verwendet.
Von den deutschen Kriegsschiffen zwischen 1815 und 1945 hieß nur ein Motorboot der Kriegsmarine Ahoi. Es wurde 1940 übernommen, trug den Namen also vermutlich bereits vorher, und fuhr auf dem Kaiser-Wilhelm-Kanal. Im Juni 1945 erhielt es der Eigner J. Pieper & Co. zurück. Das 1942 in Dienst gestellte deutsche Schleuderschiff Bussard wurde als Kriegsbeute der USA 1947 an die belgische Reederei Heygen in Gent verkauft und in Ahoy umbenannt.

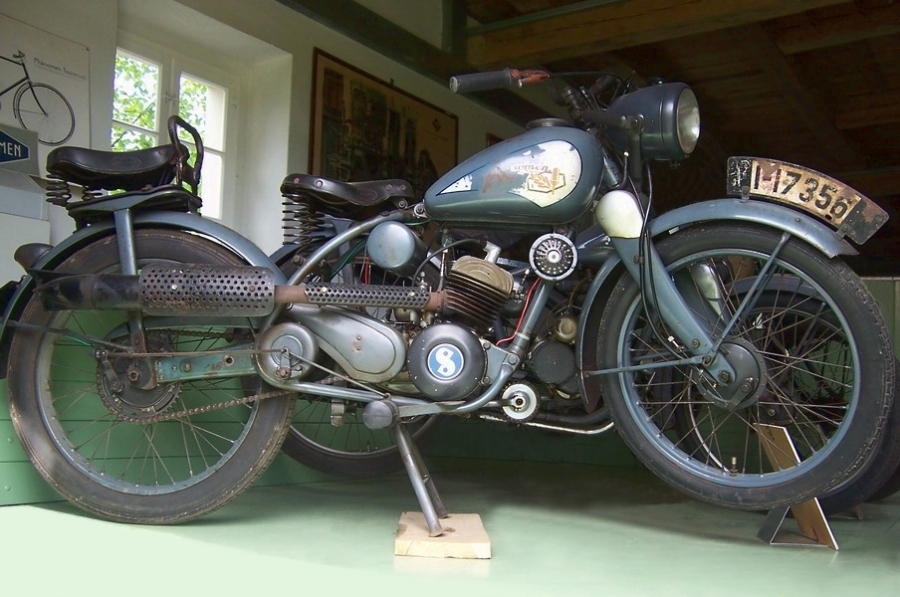
Das Wehrmachts-Krad Phänomen Ahoi aus Zittau

In Zittau stellten die Phänomen-Werke Gustav Hiller von 1940 bis 1943 unter der Bezeichnung Phänomen Ahoi 125-Kubikzentimeter-Motorräder für die deutsche Wehrmacht her.
„Nebel – ahoi!“ ist der Ruf der ABC-Abwehrtruppe der Bundeswehr und gehört offiziell zum militärischen Brauchtum des Heeres. Der Ruf geht auf die Nebeltruppe zurück, eine Kampfgruppe der Wehrmacht ab 1935, die das Gefechtsfeld chemisch einzunebeln und schlagartig mit Massenfeuer Flächenziele zu vernichten hatte, und „entstand aus Freude über einen gelungenen Nebeleinsatz, wenn also der Nebel ‚gut im Ziel lag‘.“

#### Akronyme
Deutschsprachige Gegner des Nationalsozialismus benutzten ahoi als Abkürzung für „Adolf Hitler ohne Interesse“, so im 1936 veröffentlichten Roman Unsere Straße des Schriftstellers Jan Petersen, als von Felix Graf von Luckner stammender Spitzname für den Luftfahrtpionier Ulf Weiß-Vogtmann sowie für den AHOI-Klub, ein Netzwerk um Georg Ferdinand Duckwitz, das die Flucht der dänischen Juden nach Schweden 1943 unterstützte. Belegt ist die Verwendung als Scherz 1944, auch in der Bedeutung „Adolf Hitler ohne Italien“. Der Schriftsteller und Conferencier Kurt Neuburger gab an, mit dem Namen seiner Band Ahoi gegen Hitler agitiert zu haben.
Ebenfalls als Akronym wurde ahoj im Tschechischen und Slowakischen verwendet.

### USA, Telefonverkehr

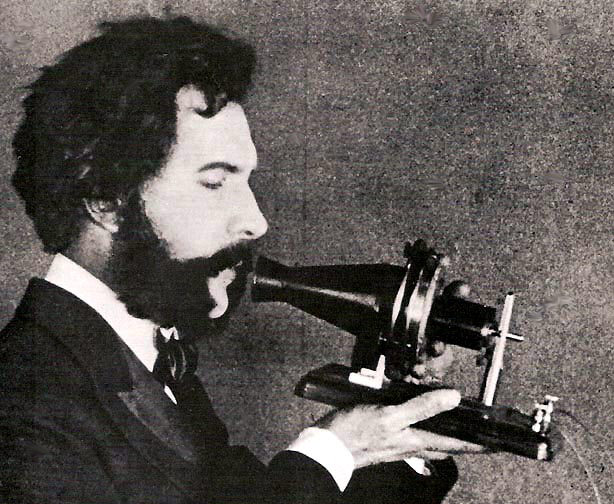
Alexander Graham Bell, der sein ahoy in den 1870er Jahren nicht als Telefongruß durchsetzen konnte, für einen Werbefilm 1926 von einem Schauspieler dargestellt

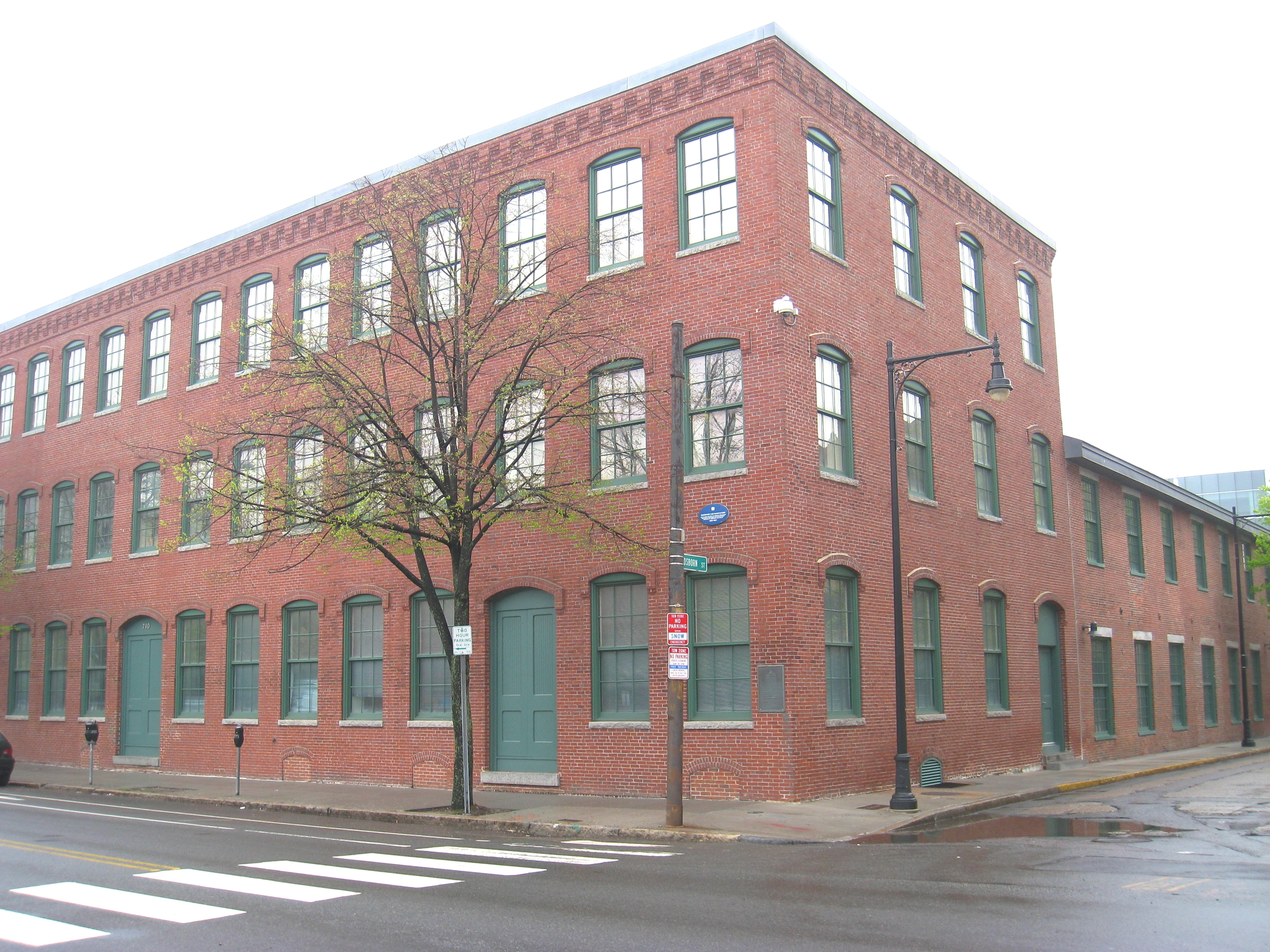
Das Gebäude in Cambridge, in dem Bell am 9. Oktober 1876 seinen Assistenten Watson mit ahoy anrief, der Beginn des ersten öffentlich geführten Telefonates

#### Bells ahoy

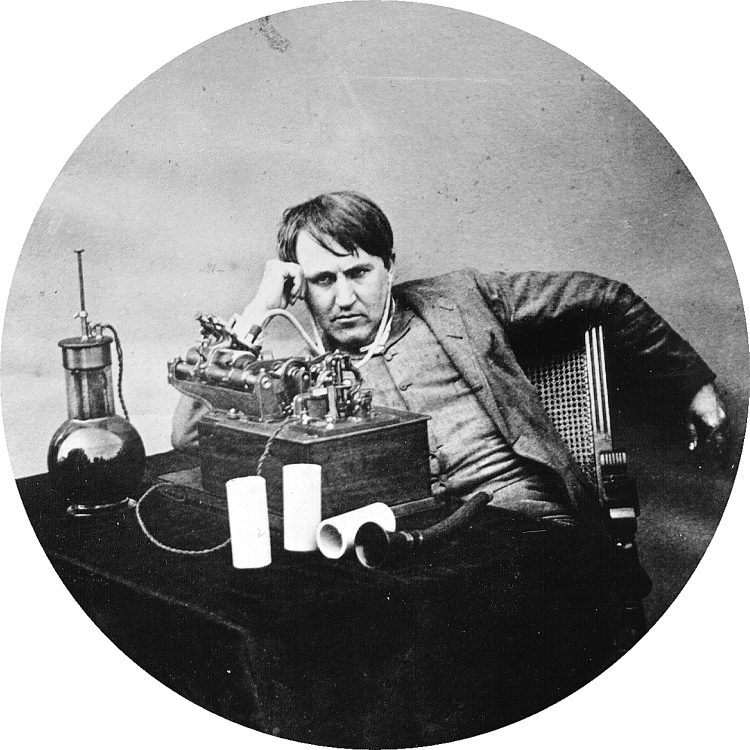
Thomas Alva Edison machte das zuvor wenig bekannte hello zum Kommunikationsstandard. Aufnahme nach 1877

#### Unterlegenes ahoy

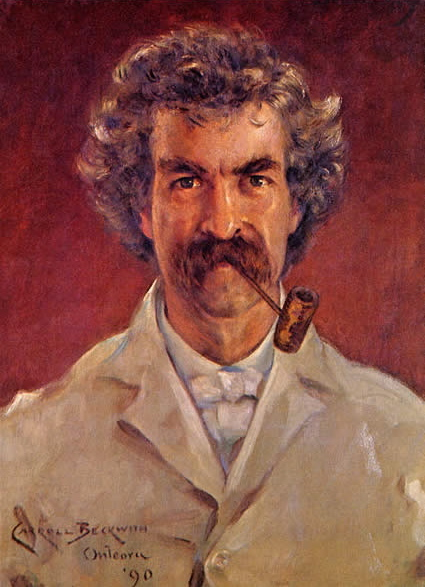
Mark Twain popularisierte 1889 die Bezeichnung hello girls für Telefon-Vermittlerinnen. Porträt von 1890

### Filme

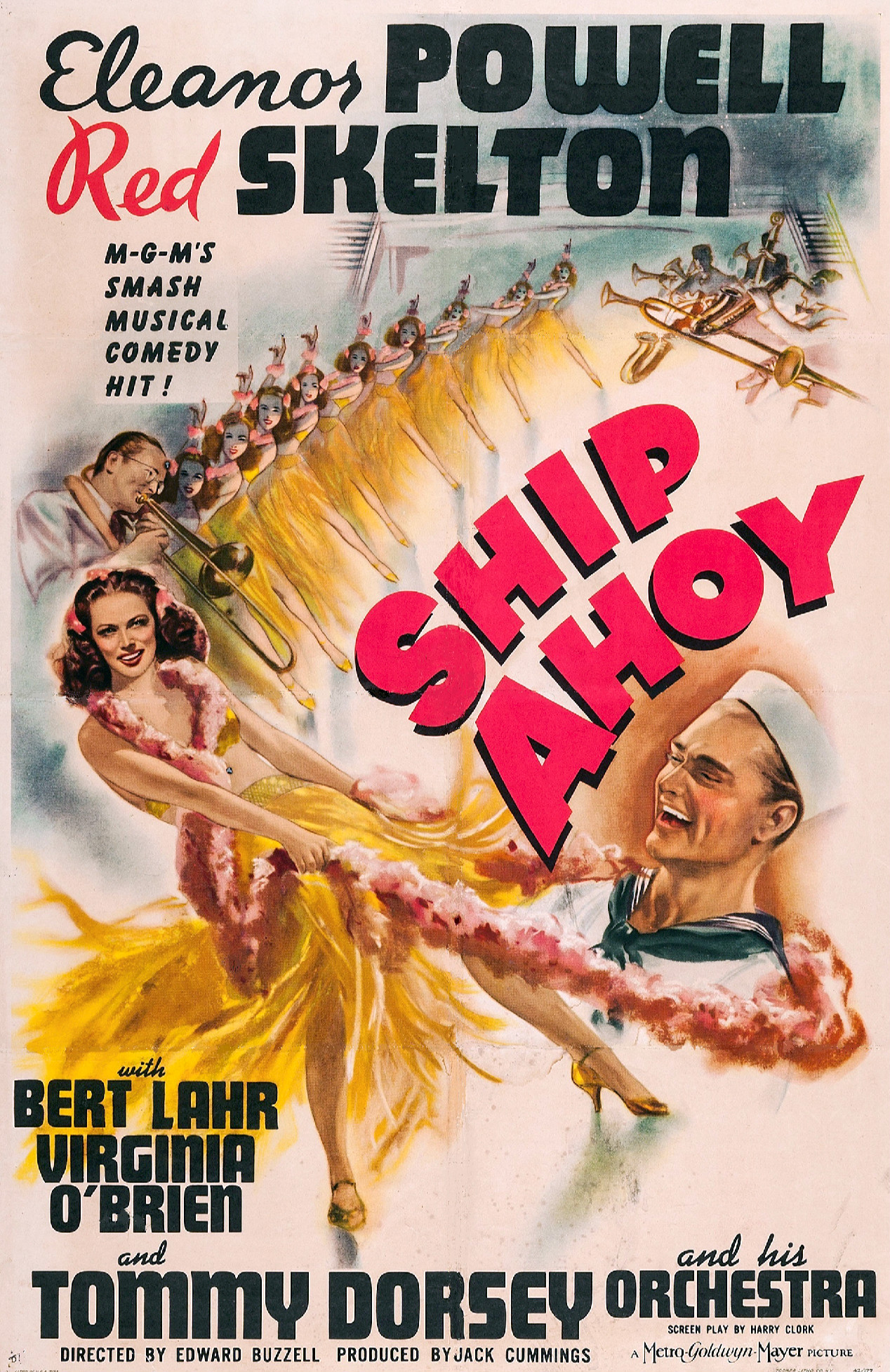
Filmplakat von 1942

#### Brausepulver

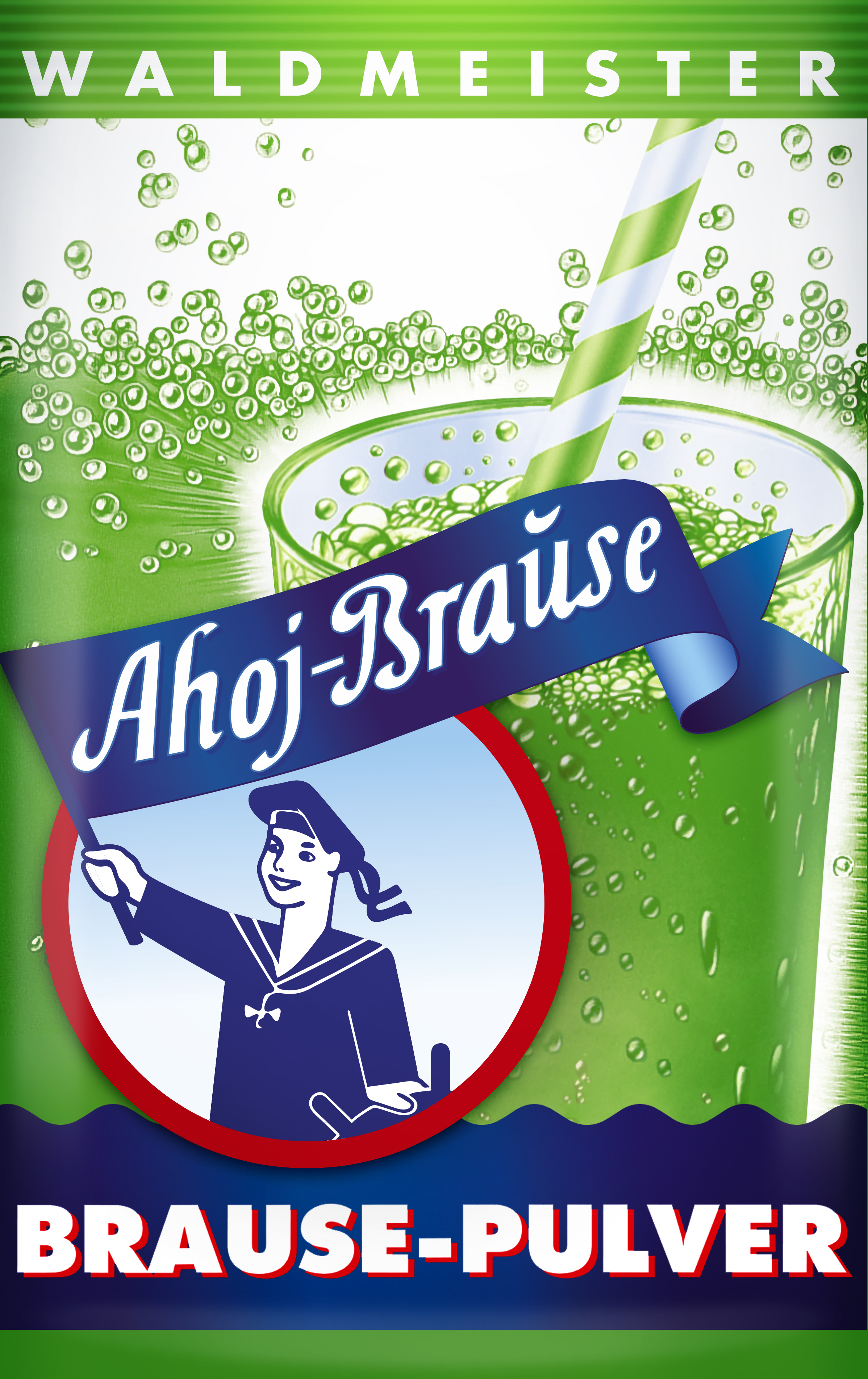
Ahoj-Tüte mit dem markanten Matrosen-Logo

Ahoj heißt ein 1925 in Stuttgart entwickeltes Brausepulver. Nach dem Ruf ahoi benannt, wird es seit 1930 mit der Abbildung eines Matrosen und einer mit „Ahoj“ beschrifteten Flagge beworben. Zu dieser Zeit waren Matrosenanzüge als Kinderkleidung in Mode. Auch in den USA ist die Markenbezeichnung im Süßwarensegment bekannt. Chips Ahoy! ist dort eine populäre Keksmarke des Lebensmittelkonzerns Nabisco, deren Name mit dem Anruf „ships ahoy!“ spielt.

#### Viehtrieb
Einen Einzelfall stellt åhoi als Ruf an das Zugvieh zum Langsamgehen an. Er ist vor dem Ersten Weltkrieg für das Erzgebirge bezeugt und wurde wie eha und oha, ooha(a) verwendet. Hier kann eine Kombination aus zwei Interjektionen wie im Mittelenglischen vorliegen, jedoch stammt die erste möglicherweise von erzgebirgisch eh „ein, inne“ wie ee halten „an-, ein-, innehalten“. Ein Lemma åhoi, ahoi oder ohoi fehlt im neuen Standard-Wörterbuch für diese Sprachregion. In einem Tal des Triglav-Gebirges in Slowenien unterhielten sich Hirten mit Ohoi!-Rufen über weitere Strecken, wie ein Bericht von 1838 erwähnt.

### Niederländisch, Friesisch

#### Herkunftstheorien
Der Ruf existiert auch im Niederländischen Anhörenⓘ. Läge sein Ursprung in dieser Sprache, könnte hoy von hoie stammen, dem Namen eines Seglers, der heute unter der Bezeichnung Hoie oder Heude bekannt ist. Der verbreitete Schiffstyp beförderte Passagiere und Fracht längs der Nordseeküste und über den Ärmelkanal. „An Hoye of Dorderyght“, aus der holländischen Handelsstadt Dordrecht, wird 1495 in einem Brief erwähnt; zwei Jahre später taucht „an hoye of Andwarpe“, in den Akten des englischen Königs Heinrich VII. auf. In einer Reisebeschreibung von 1624 kommt der allerdings zu Übertreibungen neigende Kapitän John Smith für die Region zwischen Vlissingen und dem IJsselmeer auf eine gewaltige Zahl von Segeln: „Holland and Zeeland hath twenty thousand saile of Ships and Hoies.“
Direkte Belege für eine Herkunft von ahoi aus der Partikel a und dem Substantiv hoie fehlen jedoch. Der Ruf gilt in der niederländischen und deutschen Sprachforschung als Übernahme aus dem Englischen. Dafür sprechen die Dichte der Belege im Englischen und deren Fehlen im Niederländischen sowie Zweifel an der Vermutung, dass in der Frühneuzeit eine einzelne Schiffsbezeichnung wortbildend sein konnte, selbst wenn sie verbreitet war.
Der Zusammenhang von ahoi und hoi, einer im Niederländischen verbreiteten Anredeform, ist unklar. Hoi, bereits 1552 als Jauchzer belegt, kann eine Kurzform von ahoi sein oder ahoi eine Erweiterung von hoi. Wahrscheinlich gehört hoi aber zu einer Gruppe von Rufen wie hó, hé und ist mit ahoi nicht enger verwandt.

#### Quellenlage

Werbeplakat für den Vorläufer des Veranstaltungszentrums Ahoy Rotterdam, noch mit Akzent, 1950

#### Ahoy in Rotterdam

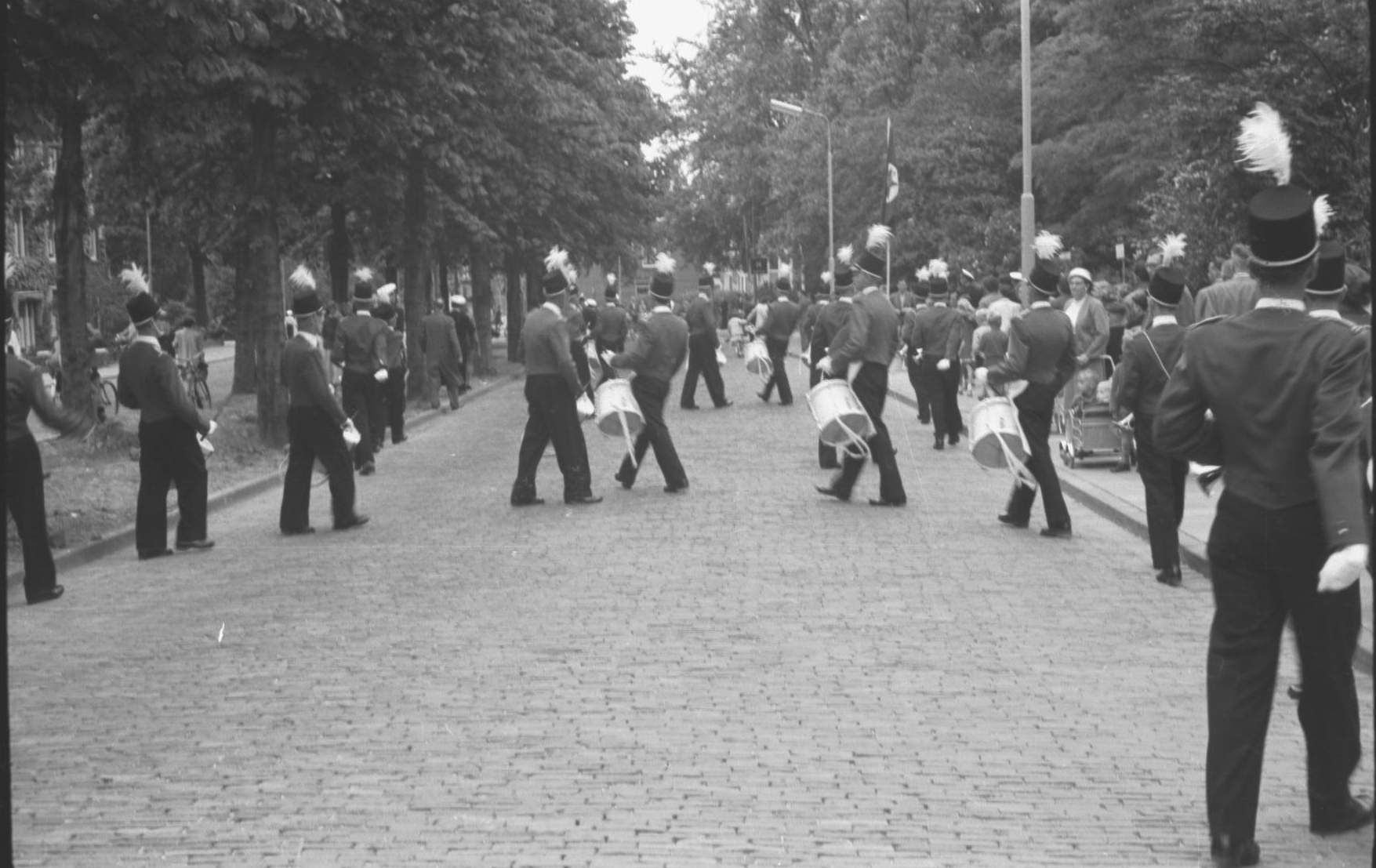
Die innovative Premiere des Tamboer- en Trompetterkorps Ahoy, Rotterdam 1956

### Tschechisch und Slowakisch

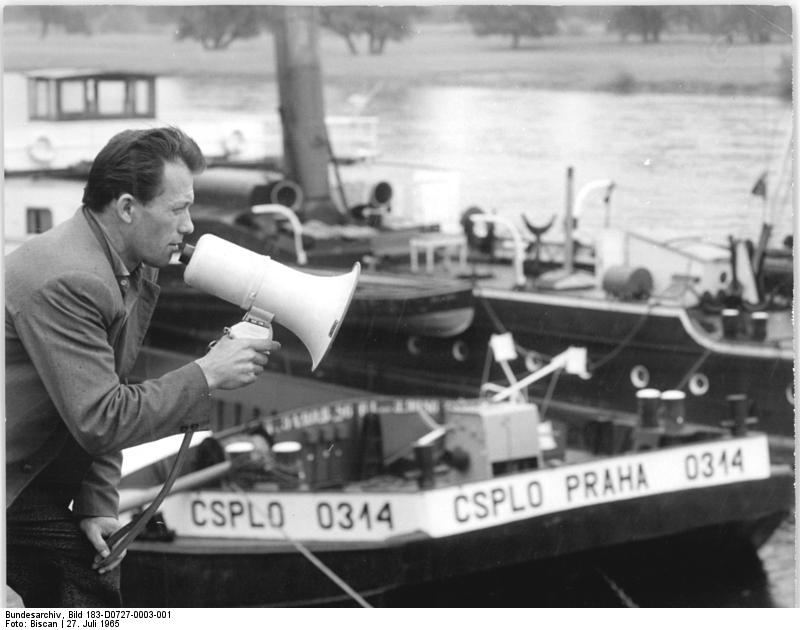
Tschechoslowakisches Frachtschiff im Hamburg-Verkehr auf der Elbe bei Magdeburg, 1965

#### nazdar, ahoj, čau

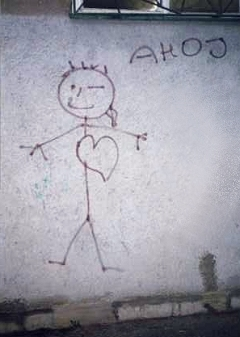
Graffito an einer Hauswand in Bratislava, 1997

#### Jugendkulturelle Benennungen

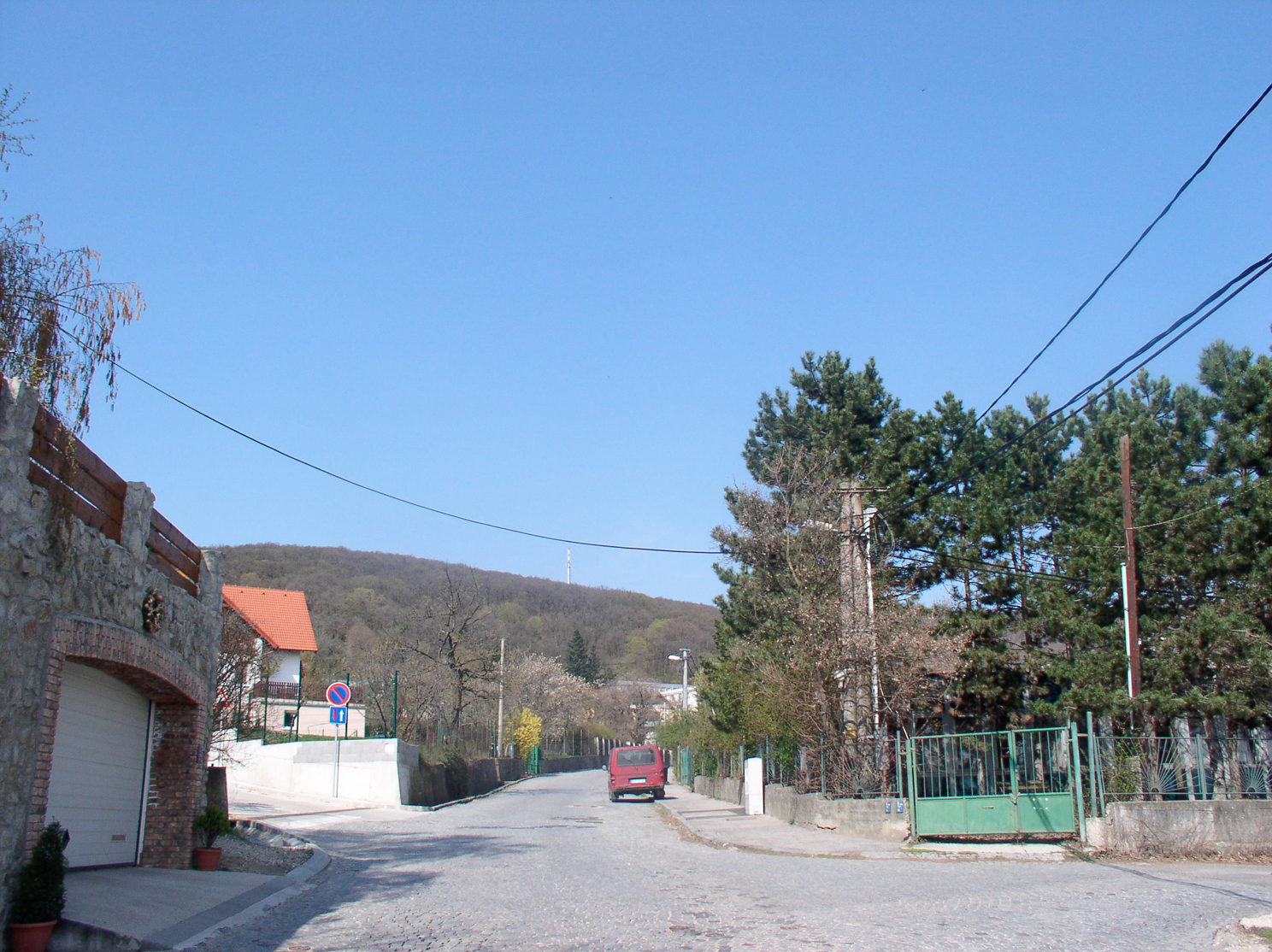
Straßen in Ahoj, Ortsteil von Bratislava